# Єжи Оссолінський
Єжи Оссолі́нський (також Юрій Оссолінський; пол. Jerzy Ossoliński; 15 грудня 1595 — 9 серпня 1650, Варшава) — державний діяч Речі Посполитої. Представник шляхетського роду Оссолінських гербу Топор. Представник проавстрійської, а з 1644 року — профранцузької партії.

## Біографія
Народився в Сандомирі, Польща. Четвертий (третій дорослий) син Яна Збігнева Оссолінського та його другої дружини Анни Фірлей.
Здобув ґрунтовну освіту в закордонних університетах, опанував ораторське мистецтво. 1633 року був послом польського короля Владислава IV до Папи Римського Урбана VIII та Венеційської республіки. 1635 року перебував із дипломатичною місією в Пруссії, а 1636 року — в Священній Римській імперії. Отримав від імператора Фердинанда II титул імперського князя. Підтримував антипротестанський рух, а також ідеї війни проти Османської імперії. Виступав за посилення монаршої влади. Мав за союзників короля, дрібну шляхту та козацтво; ворогував із магнатерією та високпосадовцями, зокрема із Адамом Казановським, Яремою Вишневецьким, Петром Гембицьким. 1646 року був змушений поховати плани війни проти турків через опір Сейму. Після смерті короля Владислава підтримав кандидатуру Яна II Казимира на польський престол. У 1648—1650 роках намагався загасити козацьке повстання Хмельницького шляхом переговорів і поступок. 1649 року був одним із розробників Зборівського договору (зокрема, зумів підкупити хана Іслам-Гірея ІІІ).
Автор «De optimo statu reipublicae» (1614), «Questiones morales» (Падуя, 1615), «Mercurius Sarmaticus» (Данциг, 1645), а також декількох щоденників.
Помер 9 серпня 1650 року у Варшаві (нині Польща). Похований в костелі святого Йосифа у Клімонтуві.

### Уряди
Великий канцлер коронний (1643—1650), сенатор. Великий підканцлер коронний (1639—1643), сандомирський воєвода (1636—1639), підскарбій надвірний коронний (1633—1636), маршалок сейму (1631), великий підстолій коронний (1630—1633). Староста бидгощський (з 1633), станіславський, адзельський, дерптський, рицький, бродницький, богуславський, любачівський, любомльський і любельський.

## Сім'я
Дружина — Ізабелла Данилович, донька Миколи Даниловича. Шлюб уклали 1620 року. Діти:
- Франциск (?—1648)
- Урсула-Бригіда — дружина коронного обозного[5] Самуеля Каліновського
- Гелена-Текля (?—1687) — дружина краківського воєводи князя Александера Міхала Любомирського
- Анна-Тереза — дружина крайчого королеви,[6] сокальського старости[5] Зиґмунта Денгоффа.

За даними Каспера Несецького, його другою дружиною була сандомирська воєводичка Ельжбета з Фірлеїв.